# Москва-Пасажирська-Павелецька
Москва-Пасажирська-Павелецька, (Павелецький вокзал) (до другої половини 1940-х років — Саратовський вокзал) — пасажирський залізничний термінал станції Москва-Пасажирська-Павелецька. Розташований за адресою: Павелецька площа, буд. 1. Один з десяти залізничних вокзалів Москви. Входить до Московської регіональної дирекції залізничних вокзалів.)
Станція Москва-Пасажирська-Павелецька Московської залізниці входить до Московсько-Нижнєгородського центру організації роботи залізничних станцій ДЦС-8 Московської дирекції управління рухом. За основним застосування є пасажирською, за обсягом роботи — позакласна. Є початковим пунктом Павелецького напрямку МЗ, як частини магістралей Москва — Саратов та Москва — Донбас. Є тупиковою (нетранзитною) станцією.

## Історія
Товариство Рязансько-Уральської залізниці в царській Росії керувало найбільшою приватною залізницею, яка зв'язувала 12 густонаселених губерній, але ходу на Москву залізниця не мала. У зв'язку з цим керівництво залізниці попросило уряд дозволу на будівництво гілки Павелець — Москва.
У травні 1897 року, отримано дозвіл Миколи II на будівництво лінії. Лінію побудували на 8,5 місяців раніше запланованого терміну. Але побудована лінія не мала вокзалу в Москві.
Вокзал станції було побудовано у 1900 році за проєктом архітектора О. Красовського (за іншими даними, за проектом архітектора М. О. Квашнина або Ю. Ф. Дидерихса) для обслуговування Рязано-Уральської залізниці. Спочатку вокзал називався Саратовським, у зв'язку з тим, що управління Рязано-Уральської залізниці знаходилося в Саратові. Лише у повоєнний час вокзал отримав нинішню назву за однойменним селищем Павелець Рязанської області. Москва-Пасажирська-Павелецька зв'язує столицю з Середнім і Нижнім Поволжям, Центральним Чорнозем'ям, Донбасом, Казахстаном, а також деякими містами Кавказу; через це він фактично є дублером Москва-Пасажирська-Казанська, проте у перевезеннях далекого прямування використовується не надто інтенсивно через інфраструктурну нерозвиненість окремих ділянок магістралі. Також зі станції прямують приміські електропоїзди, аероекспрес до міжнародного аеропорту «Домодєдово» та у Павелецькому напрямку до станції Узуново.

## Пасажирське сполучення
Станція приймає та відправляє поїзди далекого сполучення до таких міст, як Адлер, Астрахань, Балаково, Балашов, Волгоград, Воронеж, Єлець, Краснодар, Липецьк, Лиски, Новомосковськ, Новоросійськ, Саратов, Ставрополь, Тамбов. З 2014 року припинено  курсування пасажирських поїздів до станцій Донецьк та Луганськ.

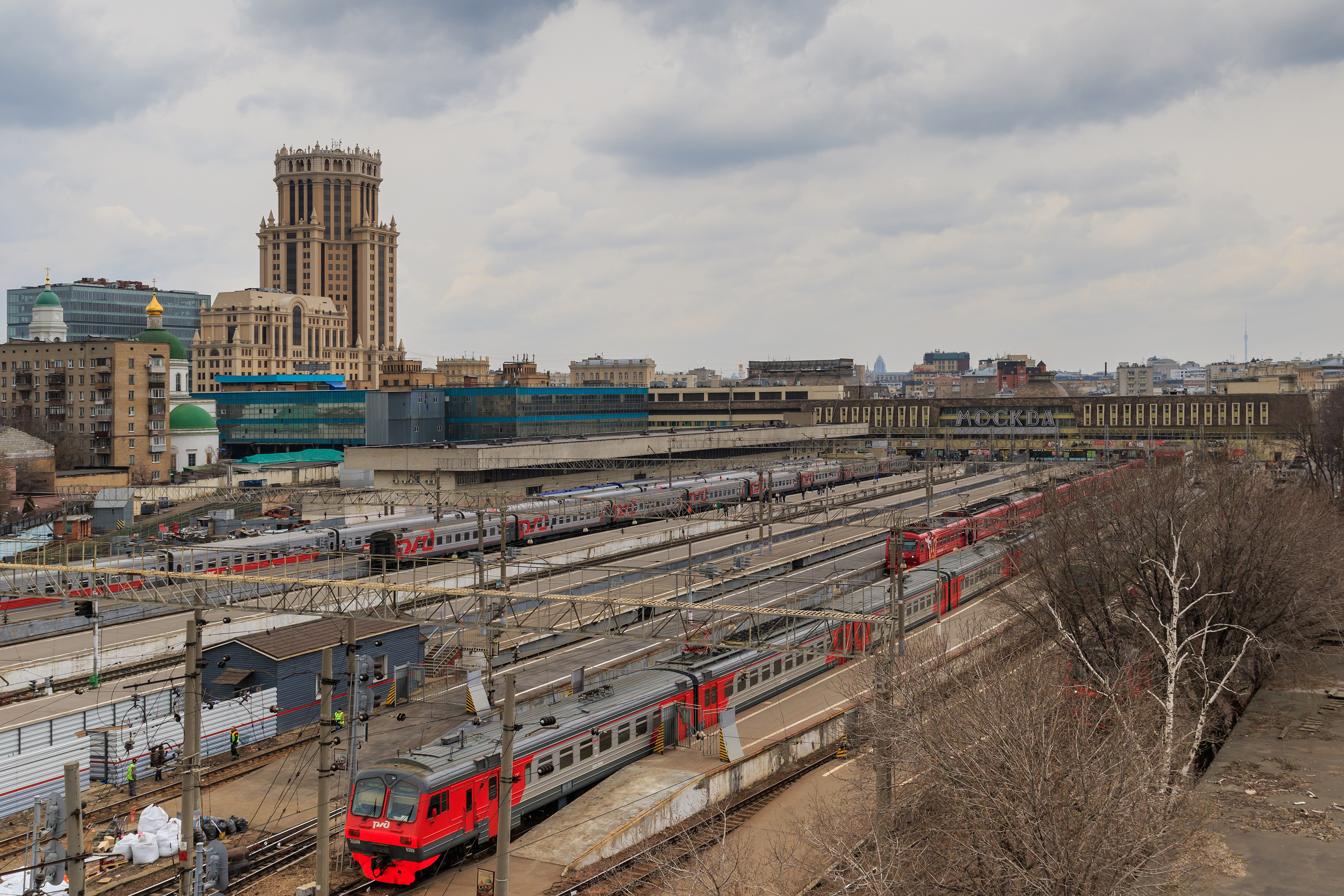

Станом на жовтень 2015 року зі станції відправляються поїзди далекого прямування:
| № потяга      | Маршрут руху          | № потяга      | Маршрут руху          |
| ------------- | --------------------- | ------------- | --------------------- |
| 1 «Волгоград» | Москва — Волгоград    | 1 «Волгоград» | Волгоград — Москва    |
| 5 «Лотос»     | Москва — Астрахань    | 5 «Лотос»     | Астрахань — Москва    |
| 7 «Казахстан» | Москва — Алмати       | 7 «Казахстан» | Алмати — Москва       |
| 9 «Саратов»   | Москва — Саратов      | 9 «Саратов»   | Саратов — Москва      |
| 15            | Москва — Волгоград    | 15            | Волгоград — Москва    |
| 17            | Москва — Саратов      | 17            | Саратов — Москва      |
| 25 «Воронеж»  | Москва — Воронеж      | 25 «Воронеж»  | Воронеж — Москва      |
| 29 «Липецьк»  | Москва — Липецк       | 29 «Липецьк»  | Липецьк — Москва      |
| 31 «Тамбов»   | Москва — Тамбов       | 31 «Тамбов»   | Тамбов — Москва       |
| 47            | Москва — Балаково     | 47            | Балаково — Москва     |
| 77            | Москва — Ставрополь   | 77            | Ставрополь — Москва   |
| 137           | Москва — Саратов      | 137           | Саратов — Москва      |
| 343           | Москва — Балашов      | 343           | Балашов — Москва      |
| 377           | Москва — Новоросійськ | 378           | Новоросійськ — Москва |
| 379           | Москва — Камишин      | 379           | Камишин — Москва      |
| 471*          | Москва — Адлер        | 472*          | Адлер — Москва        |
| 481*          | Москва — Новоросійськ | 482*          | Новоросійськ — Москва |
| 511*          | Москва — Адлер        | 512*          | Адлер — Москва        |

Зірочкою відзначені потяги, що курсують тільки в літній період.